# Exèrcit croat
L'Exèrcit croat (croat: Hrvatska kopnena vojska HKoV o HV) és la força terrestre principal de les Forces Armades de Croàcia (FAC). La tasca principal és evitar la penetració de l'agressor a la profunditat del territori, preservar objectes estratègics vitals, assegurar la mobilització de la formació de guerra i derrotar l'agressor. És el titular i organitzador de la defensa terrestre de la República de Croàcia. El comandant de l'HKoV és el major general Boris Šerić.

## Estructura
L'Exèrcit de Croàcia es va formar durant la Guerra d'Independència de Croàcia, quan, el 3 de novembre de 1991, la Guàrdia Nacional de Croàcia (croat: Zbor narodne garde ZNG o ZNG HV) va passar a anomenar-se Exèrcit Croat.
Nombroses unitats de l'Exèrcit Croat van sorgir de la Guàrdia Nacional de Croàcia, inclòs:
- 1r Cos de Guàrdies Croats

- 1a Brigada de la Guàrdia

- 2a Brigada de la Guàrdia

- 3a Brigada de la Guàrdia

- 4a Brigada de la Guàrdia

- 7a Brigada de la Guàrdia

- 104a Brigada de Croàcia

- 204a Brigada Vukovar

Els regiments de base local es van anomenar Regiments de la Guàrdia Interior (croat: Domobranska pukovnija). Van ser creats el 24 de desembre de 1991, durant la guerra, i van deixar d'existir en una reorganització de 2003.
L'exèrcit croat és una força de voluntaris que disposa de 7.073 personal en servei actiu i 151 funcionaris i empleats a partir del 2020. L'Exèrcit també pot convocar 6.000 efectius de reserva que serveixen fins a 30 dies cada any.

## Rol i desplegament
El paper i el propòsit fonamental de l'exèrcit croat és protegir els interessos nacionals vitals de la República de Croàcia i defensar la sobirania i la integritat territorial de l'estat.
- Defensar-se de possibles agressions a nivells operatius estratègics i defensar-se de qualsevol assalt terrestre, aeri o amfibi, en col·laboració amb les altres branques de les FAC.
- Ajuda als aliats i països amics en moments de necessitat.
- Desenvolupar la capacitat per dur a terme tasques no tradicionals, com ara suport humanitari durant inundacions, incendis i altres desastres naturals.